# Stato da Mar

Mapa del imperio colonial veneciano.

El Stato da Mar o Domini da Mar («Estado o dominio del mar») fue el nombre dado en la República de Venecia a sus posesiones de ultramar.
Incluía Istria, Dalmacia, Albania, Negroponte, el Peloponeso (el Reino de Morea), las islas del mar Egeo (el Ducado del Archipiélago), la isla de Creta (el Reino de Candía) y la isla de Chipre. Era una de las tres subdivisiones de los territorios de la República de Venecia, las otras dos eran el Dogado, la propia Venecia, y el Domini di Terraferma, sus posesiones en la Italia septentrional.

## Historia
La creación del imperio de ultramar de Venecia comenzó alrededor de 1000 d. C. con la conquista de Dalmacia y alcanzó su mayor extensión nominal al finalizar la Cuarta Cruzada en 1204, con la adquisición de tres octavas partes del Imperio bizantino. Sin embargo, la mayor parte de este territorio nunca fue controlado por Venecia, sino por los estados bizantinos griegos sucesores (el Despotado de Epiro, el Imperio de Nicea, y el Imperio de Trebisonda) y la mayor parte la perdió tan pronto como el Imperio bizantino de Nicea reconquistó Constantinopla en 1260.
Sin embargo, durante muchos siglos el Stato da Mar sobrevivió en los Balcanes, sobre todo en el mar Adriático, que incluso fue llamado Mare di Venezia (mar de Venecia) en mapas de los siglos XVII y XVIII.
Posteriormente, bajo la creciente presión del Imperio otomano, se perdieron y reorganizaron nuevos territorios residuales hasta que solo quedaron Istria, Dalmacia, Corfú y las Islas Jónicas (Islas Jónicas venecianas) hasta que la República fue invadida por Napoleón en 1797.

## Dominios
- Istria veneciana, incluyendo Istria, en la moderna Croacia.
- Dalmacia veneciana, incluyendo Dalmacia y otras posesiones menores en el interior, en la moderna Croacia.
- Albania veneciana, incluyendo la bahía de Kotor y otras posesiones menores en el interior, en la moderna Montenegro.
- Durazzo veneciano, incluyendo Durrës, en la moderna Albania.
- Islas Jónicas venecianas, Reino de Candía y otras posesiones, en la moderna Grecia.
- Chipre veneciano, en la moderna Chipre.